# Integrierte Gesamtschule

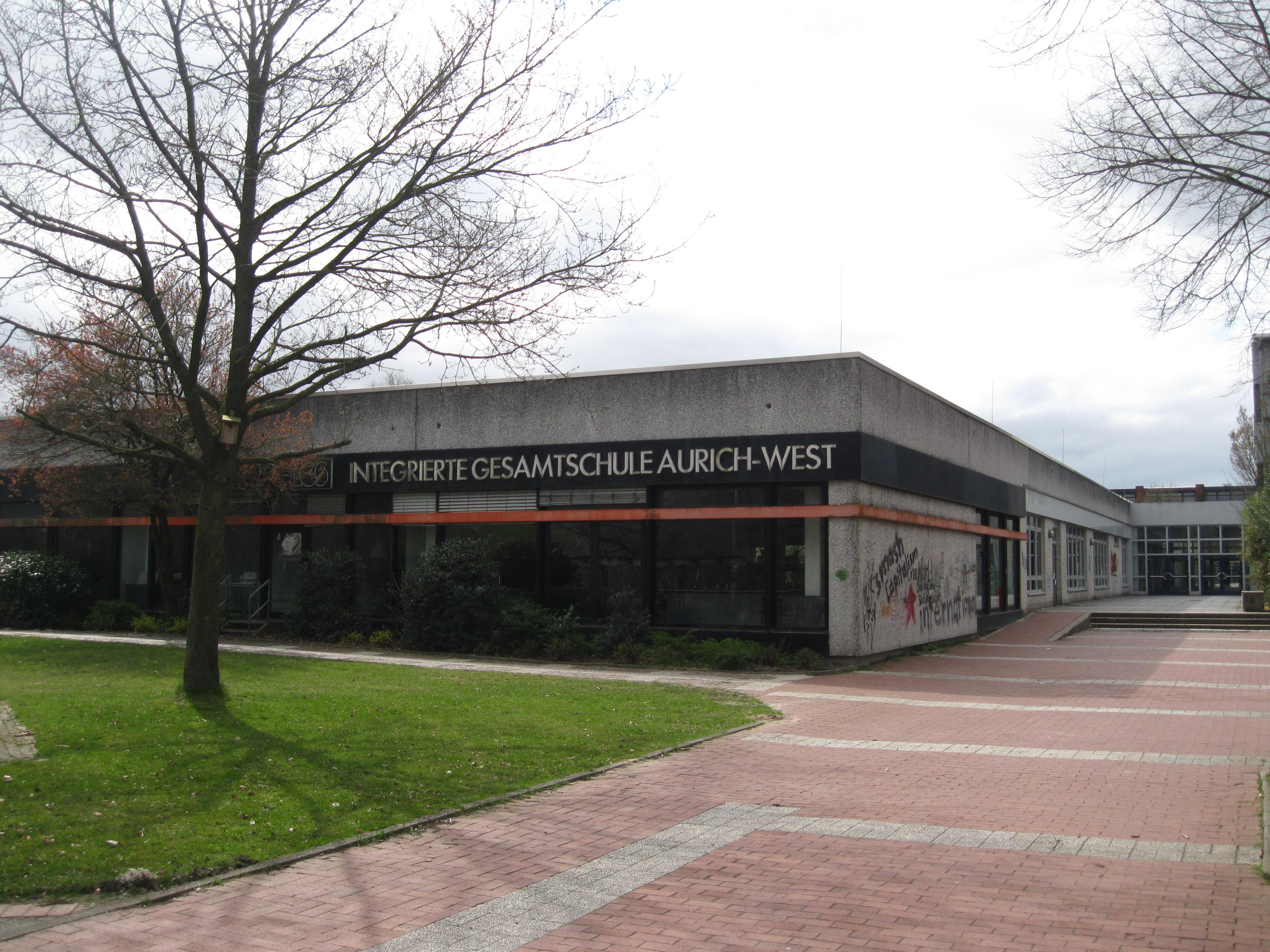
Integrierte Gesamtschule Aurich-West

Eine Integrierte Gesamtschule (IGS) ist eine Schule, in der alle Schüler, ob mit Hauptschul-, Realschul- oder Gymnasialempfehlung, gemeinsam unterrichtet werden. Ziel der Integrierten Gesamtschule ist es, dass die Schüler das gemeinsame Lernen und den sozialen Umgang miteinander erleben und zugleich ihrem individuellen Leistungsvermögen gemäß unterrichtet und gefördert werden.

## Merkmale
Zu Beginn ihrer Schullaufbahn werden alle Schüler gemeinsam unterrichtet und lernen so grundsätzlich gemeinsam. Eine der individuellen Leistungsfähigkeit entsprechende Differenzierung findet in einer Reihe von Fächern durch sogenannte Förder-, Grund- und Erweiterungskurse statt. Die Differenzierung ist, zum Bedauern mancher Gesamtschulen, notwendig, um der KMK-Vereinbarung über die Abschlüsse von Gesamtschulen vom 27./28. Mai 1982 zu entsprechen. In Gesamtschulen gibt es meist drei Schwierigkeitsgrade, die Kurszugehörigkeit erfolgt auf diesen Anspruchsebenen (auch A-, B-, C-Kurs). Beispielsweise kann ein Schüler im Erweiterungskurs in Chemie zu den Besten gehören, aber wegen schlechter Englisch-Kenntnisse in diesem Fach den Förderkurs besuchen. Die Schüler haben an einer Integrierten Gesamtschule die Möglichkeit, den ihren Kursen entsprechenden Schulabschluss vom Hauptschulabschluss bis hin zur allgemeinen Hochschulreife (Abitur) zu erlangen. Eine Wiederholung von Klassen ist für die Schüler normalerweise nicht notwendig, sie wechseln meist in einen leichteren Kurs. Für das Abitur wechseln sie nach der zehnten Klasse, wenn ihre eigene Gesamtschule keine gymnasiale Oberstufe besitzt, auf ein Gymnasium oder in die gymnasiale Oberstufe einer anderen Gesamtschule.
Zu unterscheiden ist die Integrierte Gesamtschule von der Kooperativen Gesamtschule (auch Additive Gesamtschule), in der die Schüler zwar unter einem Dach unterrichtet werden, aber grundsätzlich in Haupt-, Real- und Gymnasialklassen getrennt sind. Von manchen Bildungswissenschaftlern wird die Integrierte Gesamtschule daher mit dem ursprünglichen Gesamtschulkonzept gleichgesetzt. Für Kooperative Gesamtschulen sei demgegenüber die Bezeichnung „Schule mit mehreren Bildungsgängen“ treffender.
Innerhalb des deutschen Schulsystems sind Gesamtschulen umstritten, manche Länder (z. B. Sachsen) bieten sie überhaupt nicht an.
Ab etwa 1970 wurden in der Bundesrepublik neue pädagogische und strukturelle Konzepte für integrierte Gesamtschulen entwickelt und realisiert.
Für ihre – im Vergleich zu anderen deutschen Gesamtschulen, Hauptschulen und Realschulen, nicht jedoch im Vergleich zu Gymnasien – guten Leistungsergebnisse bei der PISA-Studie berühmt geworden sind die Helene-Lange-Schule (Wiesbaden) und die Laborschule Bielefeld.
Zunehmend wird der Begriff Integrierte Gesamtschule durch Gemeinschaftsschule ersetzt, um ältere Debatten zu überwinden, so im Saarland, in Berlin, Schleswig-Holstein und Baden-Württemberg.

## Schulerfolg und soziale Herkunft
Die Gesamtschule war mit der Hoffnung verknüpft, dass dort die Bildung weniger stark von der sozialen Herkunft abhänge. Bei der Analyse der PISA-Ergebnisse fiel auf, dass die Testleistung auf der Gesamtschule am stärksten von der sozialen Herkunft abhängt, auf dem Gymnasium am wenigsten. Allerdings handelt es sich bei diesen Daten wohl um ein statistisches Artefakt. Die Ergebnisse zeigen außerdem, dass die Hauptschule die förderschwächste Schule ist.
| Schulform | Sehr „niedrige“ soziale Herkunft | „Niedrige“ soziale Herkunft | „Hohe“ soziale Herkunft | Sehr „hohe“ soziale Herkunft |
| --- | -------------------------------- | --------------------------- | ----------------------- | ---------------------------- |
| Hauptschule                                                                                                   | 400                              | 429                         | 436                     | 450                          |
| Integrierte Gesamtschule                                                                                      | 438                              | 469                         | 489                     | 515                          |
| Realschule | 482                              | 504                         | 528                     | 526                          |
| Gymnasium | 578                              | 581                         | 587                     | 602                          |
| PISA 2003 – Der Bildungsstand der Jugendlichen in Deutschland – Ergebnisse des 2. internationalen Vergleiches |                                  |                             |                         |                              |

## Unterschiede zwischen Empfehlung und Abschluss bei Integrierten Gesamtschulen
Seit dem Jahr 2004, in dem in Niedersachsen die Orientierungsstufe abgeschafft wurde, wurden durch die Grundschulen Schullaufbahnempfehlungen für die Viertklässler erstellt (inzwischen sind diese jedoch in diesem Bundesland abgeschafft worden, Stand Oktober 2018). So waren die Integrierten Gesamtschulen im Sommer 2010 erstmals in der Lage, zu vergleichen, welcher Schulabschluss am Ende der 4. Klasse prognostiziert bzw. für welche Schulform das Kind als geeignet erachtet wurde und welchen mittleren Bildungsabschluss es am Ende der 10. Klasse tatsächlich erreichte.
| HS 27 %                                                                                       | HSA 15 %  | Abschluss verbessert insgesamt 42 %  |
| RS 45 %                                                                                       | RSA 29 %  | Abschluss gleich insgesamt 51 %      |
| GY 28 %                                                                                       | ESAI 55 % | Abschluss verschlecht. insgesamt 7 % |
| (HSA = Hauptschulabschluss; RSA = Realschulabschluss; ESAI = Erweiterter Sekundarabschluss I) |           |                                      |

Der Gesamtschulverband Niedersachsen schließt daraus: „Die Gesamtschulen haben damit bewiesen, dass nicht nur behauptet werden kann, in den integrierten Systemen sei eine positive Lern- und Leistungsentwicklung möglich, sondern dass diese tatsächlich auch stattfindet. Die Legende vom ‚begabungsgerechten‘ dreigliedrigen Schulsystem, die besagt, dass die Schülerinnen und Schüler am Ende ihrer Grundschulzeit ‚begabungsgerecht‘ auf drei Schulformen verteilt werden können, ist damit deutlich widerlegt.“